# 六榕路
六榕路是中國廣州市越秀區的一條南北走向的道路，位於百靈路以南，朝天路以北，與中山六路、瑞南路、廣德路、迎賓路交界。長528米，宽12米。為南至北機動車單行綫。

## 名稱歷史
民國十年(1921年)，市政府拆城築路，在六榕寺東部辟建花塔街。1937年，政府擴建花塔街而成，因有六榕寺，而得名六榕路。文化大革命時期，曾命名為“朝陽北路”，1982年復名六榕路。

## 特色
因六榕寺位於六榕路中段，因此六榕路是海内外遊客參觀廣州的其中一個必經之地。六榕寺附近及倉前街有大量經營佛教用品及宗教、風水行業的店舖。

## 俗語
六榕路是廣州一條重要的街道，而廣州人以含有數目字“一”至“十”的地名串成的順口溜，亦有包含六榕路。
即一德路，二沙頭，三元里，四牌樓，五仙觀，六榕路，七株榕，八旗二馬路，九曲巷，十甫路。

## 兩旁的主要建築物/機構
- 廣州市財政局
- 六榕寺

## 交通
巴士
六榕路站
- 12路
- 29路
- 215路
- 253路
- 21路（夜班）

地鐵
- 广州地铁1号线2号线 公園前站

均在鄰近路六榕路位置設有出口。